# Другой (фильм, 1913)
«Другой» — немецкий немой художественный фильм режиссёра Макса Мака, вышедший на экраны в 1913 году. Является экранизацией одноимённой пьесы Пауля Линдау, написанной в 1893 году, которую автор сам адаптировал в сценарий. Также известен тем, что в нём дебютировал в кино актёр Альберт Бассерман, обладатель кольца Иффланда.

## Сюжет
Судья Арнольди и прокурор доктор Галлерс живут в одном доме: Арнольди с сестрой Агнес на верхнем этаже, Галлерс — на нижнем. Арнольди приглашает Галлерса на чай, где судья интересует у Галлерса мнения о работе Ипполита Тэна. Прокурор о ней ничего не слышал. Арнольди процитировал несколько строк, в которых говорилось  о раздвоении личности. Галлерс с насмешкой отнёсся к существованию подобного расстройства. После вечера Агнес, находящаяся в отношениях с Галлерсом, играет ему на фортепиано, после чего отправилась готовиться ко сну. Служанка Арнольди Амалия спросонья кладёт её часы себе в карман. Вскоре это заметил судья и выгоняет её.
Некоторое время спустя Галлерс во время конной прогулки падает с лошади. Из-за стресса, связанного с травмой, во время сна в нём пробуждается так называемый другой. Галлерс и другой не знают о существовании друг друга. Вторая личность часто посещает забегаловку „Хромая утка“, где обычно проводят время преступные элементы ночного Берлина. Амалия, работающая там официанткой, узнаёт его и пытается помочь, уговаривая не связываться с ними, но Дикерт, один из преступников, берёт его с собой обокрасть дом, которым оказывается особняк Галлерса. Во время ограбления прокурор засыпает. Дикерт убегает, но его ловит полиция. Галлерс просыпается самим собой, и он не ничего не помнит. Прибывшая Амалия рассказывает об их встрече в «Хромой утке», помогая ему вспомнить о произошедшем этой ночью. Галлерс принимает свою болезнь.
Спустя полгода, пройдя лечение отдыхом в сельской местности, наконец, возвращается домой, в котором его ждёт Агнес, на которой он женится.

## В ролях
| В ролях           |  | Персонаж           |
| ----------------- |  | ------------------ |
| Альберт Бассерман |  | доктор Галлерс     |
| Эммерих Ханус     |  | судья Арнольди     |
| Нелли Ридон       |  | Агнес              |
| Ханни Вайсе       |  | Амалия             |
| Отто Колотт       |  | доктор Фельдманн   |
| Леон Реземанн     |  | Дикерт             |
| Пауль Пассаргер   |  | секретарь Галлерса |

## Премьера
Пресс-показ фильма, снятого в Берлине компанией Vitascope, состоялся 21 января 1913 года. Премьера прошла 31 января в Зале Моцарта на берлинской площади Ноллендорфплац.
Фильм был широко обсуждаем в прессе и стал один из первых немецких фильмов, привлекательных для публики с художественной составляющей. Однако аудитория не проявила к нему большого интереса, предпочитая комедии с Астой Нильсен, Хенни Портен, Максом Линдером и другими.

## Сохранность
Фильм удалось сохранить только благодаря копии на 16-мм плёнке, которую Герхард Лампрехт сделал с оригинального негатива в Рейхсфильмархиве в 1940 году. У фильма уже на тот момент отсутствовали интертитры и примерно четверть хронометража от оригинальной версии длиною в 1765 метров.

## Критика
Критики отмечали, что «Другой» малооригинален, камера остается статичной, а исполнитель главной роли Бассерман раздражает переигрыванием.